# Erlöserkirche (Chabařovice)

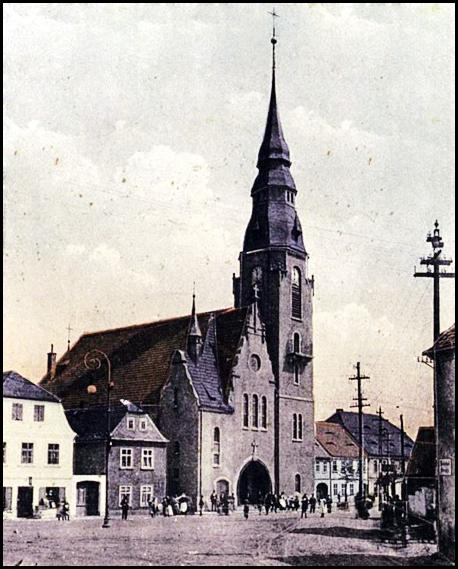
Evangelische Kirche in Karbitz

Die Erlöserkirche war ein 1987 abgebrochener Kirchenbau in Chabařovice (deutsch Karbitz), einer Stadt in der Region Aussig in Tschechien.

## Geschichte
Die evangelische Kirchengemeinde von Karbitz entstand im Zuge der Los-von-Rom-Bewegung, deren treibende Kraft vor Ort der Rechtsanwalt Anton Eisenkolb war. Auf seine Initiative hin wurde 1898 eine evangelische Kirchengemeinde gegründet, die zunächst der Gemeinde der Bartholomäuskirche in Teplitz unterstand. Am 31. Mai 1899 konnte der Grundstein zu einem eigenen Kirchenneubau gelegt werden, der am 14. Juli 1901 fertiggestellt und geweiht wurde. Die Pläne des in Formen der Neorenaissance mit großem Schaugiebel und seitlich positioniertem Turm ausgeführten Kirchenbaus stammten von dem Dresdner Architekten Woldemar Kandler, während die Bauausführung vom Baumeister Johann Benesch aus Aussig übernommen wurde.  Nach dem Zweiten Weltkrieg wurde die Kirche zunächst der Tschechoslowakischen Hussitischen Kirche übergeben, die sie bis 1968 nutzte. Von 1970 bis 1980 diente sie als Möbellager, um schließlich 1987 aus verkehrstechnischen Gründen abgebrochen zu werden.